# 국제과학비즈니스벨트
국제과학비즈니스벨트는 국제과학비즈니스벨트특별법에 근거하여 이명박 정부에서 추진을 시작하였다. 전문가들의 입지평가에서 가장 높은 점수를 받은 대전광역시 유성구 대덕연구개발특구가 거점지구로 지정되었다.

## 발단 및 추진
국제과학비즈니스벨트(이하 과학벨트)의 씨앗은 2005년 민동필 기초기술연구회 이사장 등 과학·예술·인문학 교수들이 결성한 '랑콩트르(Rencontre;만남)' 모임이 심었다. 당시 이들은 세계 일류 과학자들이 모여 자유롭게 토론하며 연구하는, 과학과 예술이 결합된 공간을 제안했다. 이 구상은 2006년 4월 당시 대선주자였던 이명박 서울 시장에게 '은하수 프로젝트'라는 이름으로 보고됐고, 랑콩트르도 2006년 9월 사단법인 '과학과 예술이 만나는 은하도시 포럼'으로 확대, 공식 출범했다.
2007년 8월 경선을 통해 이명박 후보가 한나라당 공식 후보가 된 뒤 이른바 '은하도시' 개념은 산업·교육 등이 더해져 더욱 커지고 구체화했다. 마침내 같은 해 11월 한나라당은 일류국가비전위원회 과학기술분야 대표 공약으로 '국제과학비즈니스벨트'를 확정했다. 이 대통령 당선 직후 2007년말 인수위에는 국제과학비즈니스벨트 태스크포스(TF)가 꾸려졌고, 이듬해 2월 인수위는 대통령에게 관련 보고서를 제출했다.
2008년 10월에는 교육과학기술부·지식경제부·국토해양부 등 관련부처들이 과학벨트 추진지원단을 만들고, 연말까지 14회에 걸쳐 관련 토론회, 정부출연연구소 간담회, 전문가 세미나, 공청회 등을 열어 의견을 수렴했다.
2009년 1월 국가과학기술위원회는 추진지원단이 제출한 과학벨트 종합계획을 심의·확정했고, 곧바로 다음달 정부는 과학벨트 특별법안을 국회에 제출했다. 이후 과학벨트는 세종시 등 정치·지역간 이해 관계가 첨예하게 맞선 사안과 얽히면서, 사실상 표류하게 된다.
2009년 9월 정운찬 총리는 세종시 정부청사 이전에 반대 의사를 밝혔고, 2010년 1월 정부는 세종시 개념을 '행정중심복합도시'에서 '교육과학중심 경제도시'로 바꾸는 세종시 수정안을 발표했다. 이 수정안의 핵심이 과학벨트였다.
그러나 같은해 6월 결국 정부의 세종특별자치시 수정안은 국회 본회의에서 부결됐다. 이어 12월 과학벨트 특별법은 국회를 통과했으나, 올해 초 이명박 대통령이 과학벨트 충청권 유치에 대해 "공약집에 있었던 것도 아니다"며 사실상 입지 관련 원점 검토를 시사하고, "(과학벨트는) 과학적 문제"라고 강조함에 따라 충청권의 반발은 커지고 지역간 경쟁구도는 더욱 치열해졌다.

## 부지 선정
2011년 4월 25일 교육과학기술부는 국제과학비즈니스벨트 입지 선정을 위해 지자체의 대상 부지를 조사한 결과 총39개 시·군(광역시 포함)의 53개의 부지가 있는 것으로 확인되었다고 밝혔다. 4월 13일부터 22일까지 비수도권 지자체(시군 단위)를 대상으로 최소 면적 165만m2(50만평)이상이면서 토지 개발사업지구 등 신속한 개발이 가능한 토지를 조사하는 방식으로 진행됐다.

### 과학벨트 입지 관련 시도별 부지 후보지
| 상위 자치단체                                                                               | 부지 후보(후보지 수)                                                                    |
| ------------------------------------------------------------------------------------------- | --------------------------------------------------------------------------------------- |
| 광주광역시                                                                                  | 광주광역시(3)                                                                           |
| 대구광역시                                                                                  | 대구광역시(2)                                                                           |
| 대전광역시                                                                                  | 대전광역시(2)                                                                           |
| 부산광역시                                                                                  | 부산광역시(3)                                                                           |
| 울산광역시                                                                                  | 울산광역시(2)                                                                           |
| 강원특별자치도                                                                              | 원주시(2) \| 춘천시(1)                                                                  |
| 경상남도                                                                                    | 창원시(1) \| 밀양시(1) \| 진주시(1) \| 창녕군(1) \| 고성군(1)                           |
| 경상북도                                                                                    | 포항시(3) \| 경산시(2) \| 구미시(2) \| 경주시(1) \| 영천시(1)                           |
| 전라남도                                                                                    | 목포시(1) \| 여수시(1) \| 나주시(1) \| 장흥군(1) \| 함평군(1) \| 영광군(1) \| 신안군(1) |
| 전북특별자치도                                                                              | 군산시(1) \| 익산시(1) \| 정읍시(1) \| 부안군(1) \| 완주군(1)                           |
| 충청남도                                                                                    | 아산시(2) \| 천안시(1) \| 세종특별자치시<연기군>(1) \| 공주시(1) \| 서천군(1)           |
| 충청북도                                                                                    | 청주시(1) \| 음성군(1) \| 청원군(1) \| 진천군(2)                                        |
| 제주특별자치도                                                                              | 제주시(1)                                                                               |
| 합계                                                                                        | 39개 시군 53개 부지                                                                     |
| ※광주광역시/전라남도 함평군 공동 부지(2개 행정구역 상 걸쳐있는 토지)는 함평군 부지로 계수함 |                                                                                         |
| ※충청북도 음성군/진천군 공동 부지는 진천군 부지로 계수함                                    |                                                                                         |

교육과학기술부 소속의 과학벨트입지선정위원회는 애초 39개 시·군 53개 부지 중 2011년 4월 말 부산, 대구, 대전 등 10곳의 후보지로 압축했다. 이어 2011년 5월 11일에 다시 후보지를 5곳으로 줄여 심사를 진행해왔다. 대전과 대구·경북, 광주 등 3곳이 유력하다는 평가를 받은 것으로 알려져 왔다.
2011년 5월 14일 정부와 여권의 핵심 관계자는 "과학벨트위원회에서 후보지를 검토한 결과 대덕특구가 최적지라는데 의견이 모아진 것으로 알고 있다"고 말했다. 야권측에도 이 같은 내용이 이미 전달된 것으로 보인다. 여권 관계자에 따르면 황우여 한나라당 원내대표는 13일 변웅전 자유선진당 대표를 예방했을 때 정부 방침을 우회적으로 전했다. 변 대표는 이날 황 대표에게 "과학벨트는 대통령의 약속이기 때문에 약속은 지키는 것이 순리가 아닌가"라고 하자 황 대표는 "잘 알겠다"고 답한 바 있다.
2011년 5월 16일 이주호 교육과학기술부 장관은 오전 9시부터 회의를 열어 과학벨트 거점지구 입지로 대전 대덕연구개발특구(대덕단지) 내 신동·둔곡 지구를 선정했다고 이날 밝혔다. 신동·둔곡지구는 최종 평가점수 75.01점을 받았으며 대구 테크노폴리스지구가 64.99점으로 두 번째 높은 점수를 받았다. 이어 광주 첨단 3지구 64.58점, 포항 융합기술지구 62.75점, 부산 동남권 원자력 산단지구·장안택지지구 등의 순이었다. 이에 따라 거점지구 대덕단지에는 과학벨트의 핵심요소인 기초과학연구원(IBS) 본원과 대형실험시설인 중이온가속기가 들어서게 된다. 기능지구로는 청원(오송·오창)·연기(세종시)·천안 등이 지정. 산업·금융·교육·연구측면에서 거점지구를 뒷받침하게 된다.
대전광역시는 한국과학기술원(KAIST)과 대덕연구개발특구의 정부출연연구기관(출연연), 광주광역시는 광주과학기술원(GIST), 대구광역시는 대구경북과학기술원(DGIST), 경상북도는 포항공과대학교(POSTECH), 울산광역시는 울산과학기술대학교(UNIST) 등이 중심이 되며 각 지역 연구단들은 클러스터 형태의 ‘연합 캠퍼스’를 구성한다. 세부 지원계획안에 따르면 연구단 수는 대덕연구단지에 약 25개(본원 15개+KAIST 10개), 경북권의 DUP(DGIST·UNIST·POSTECH) 캠퍼스에 약 10개, 광주 GIST에 약 5개가 배정될 예정이다.
회의 결과에 따르면 과학벨트 조성에는 5조2000억원이 책정됐다. 이는 정부가 지난 2009년 마련한 과학벨트 종합계획안 3조5000억원보다 1조7000억원 이상 늘어난 금액이다. 대전을 비롯한 거점·기능지구의 기초과학연구원·KAIST연합캠퍼스·중이온가속기 등에는 가장 많은 2조3000억원이 지원되고 경북권 DUP캠퍼스와 광주 GIST 캠퍼스에는 각각 1조5000억원, 6000억원이 투입된다. 전국 대학 및 출연연 등에 설치될 개별 연구단에도 8000억원이 배정됐다.

### 반발

#### 충청권

##### 대전광역시
염홍철 대전광역시장은 "정부는 연구단이 2012년 6월부터 활동하는 만큼 6개월의 비용만 반영해 예산을 편성한 것이므로 과학벨트 사업에 전혀 문제가 없다는 입장이지만, 연구단과 관계없는 중이온가속기 예산까지 삭감한 것은 이해하기 어렵다"고 말했다. 민주당 대전시당도 논평을 통해 "정부와 한나라당의 과학벨트 성공추진 다짐은 헛구호였음이 드러났다"면서 "정부가 과학벨트 사업을 정상적으로 추진할 의지가 있는지조차 의심케한다"고 주장했다.

#### 영남권

##### 대구광역시
김범일 대구광역시장은 "정부는 온 국민이 수용할 수 있는 기준과 절차에 따라 과학비즈니스 벨트를 결정할 것을 촉구한다."고 밝혔다.

##### 울산광역시
박맹우 울산광역시장은 정부 결정에 "정부의 국제과학비즈니스벨트 입지 선정이 객관적 기준과 공정한 절차로 이루어지지 않고 정치논리가 팽배했다”며 “전국을 지역갈등으로 몰아넣었다는 점에서 매우 실망스럽다”고 말했다.

##### 경상북도
김관용 경상북도지사가 과학벨트의 입지 선정 기준의 개선을 요구하며 나흘째 단식 농성 중인 경상북도청은 "과학벨트 선정이 객관적이고 공정한 평가보다는 정치 논리와 지역 이기주의에 좌우됐다"며 "중앙 정부의 정보 유출과 민심 떠보기에 강력한 비판이 일고 있다"고 밝혔다.
포항(시장 박승호)은 대통령의 고향이라는 이유로 역차별을 받을 경우 시민과 영남권의 극심한 반발을 초래할 것이라는 입장이다.

##### 경상남도
창원시청은 "아쉽지만 정부가 과학벨트 특별법에서 정한 법적 요건과 절차에 따라 객관적이고 공정하게 평가된 것으로 판단한다”며 “입지 선정 결과를 존중한다”고 밝혔다. 하지만 창원시청은 "당초 원칙에서 벗어난 지역 배분은 비객관적 결정”이라고 덧붙였다.

#### 호남권

##### 광주광역시
강운태 광주광역시장은 "불법성과 공정성이 확연히 드러났다"고 말했다. 윤봉근 시의회 의장을 비롯한 8명의 시의원들은 정부 결정에 반발해 단식 농성을 들어갔다.

## 추진지원 체계

### 국제과학비즈니스벨트위원회
- (기능) 국제과학비즈니스벨트의 조성 및 지원 관련 주요사항(기본정책과 제도, 국제과학비즈니스벨트 기본계획 및 시행계획 수립, 재정지원 사항 등)을 심의·결정
- (구성) 교육과학기술부장관(위원장), 관계부처 차관 6인(교육과학기술부 제2차관, 기획재정부 제2차관, 행정안전부 제2차관, 지식경제부 제1차관, 국토해양부 제1차관, 보건복지부 차관), 과학벨트 관련분야 학계·연구계 등 전문가 13인 등 총 20명

### 국제과학비즈니스벨트기획단
- (기능) 국제과학비즈니스벨트 조성사업의 추진을 총괄하고, 정책수립 및 집행과 관련 관계 부처 및 지자체와 협의
- (구성) 국제과학비즈니스벨트기획단장 및 교육과학기술부·지식경제부·국토해양부 3개 부처 공무원

### 국제과학비즈니스벨트협의회
- (기능) 국제과학비즈니스벨트 안의 관련 기관 및 단체의 공동발전 협의 및 조정
- (구성) 국제과학비즈니스벨트기획단장(위원장), 거점 및 기능지구 지자체 공무원 및 관련 기관(단체)의 관계자

### 국가과학기술위원회
- 「국제과학비즈니스벨트 기본계획」은 국가과학기술위원회에 보고, 기초과학연구원의 5개년 계획은 국가과학기술위원회의 심의

## 사업 개요

### 거점 지구(대전광역시 대덕연구개발특구에 위치한 신동·둔곡지구)
- 국제과학비즈니스벨트안의 지역으로서 기초연구분야의 거점기능을 수행하는 지역
- 세계적 수준의 기초과학연구를 수행하는 기초과학연구원이 설립·운영되고, 첨단 기초연구의 기반이 될 대형 기초연구시설로써 중이온가속기가 설치되며, 세계적 우수인재들이 정착할 수 있는 국제적인 정주환경을 조성

### 기능지구(세종시, 충청북도 청원군, 충청남도 천안시)
- 국제과학비즈니스벨트 안의 지역으로서 거점지구와 연계하여 응용연구, 개발연구 및 사업화 등을 수행하기 위한 지역
- 향후 거점지구의 성과를 확산할 수 있도록 기능지구 내 대학, 연구소, 첨단기업의 R&D 역량 육성 및 인력양성을 지원

### 기초과학연구원 설립

#### 설립 취지
- 세계 최고수준의 기초과학연구를 통해 창조적 지식 및 미래원천 기술 확보
- 글로벌 인재가 참여하는 기초과학 종합연구기관을 설립하여 기초과학 연구거점 구축

#### 주요 내용

##### 연구 체제
- 본원과 캠퍼스, 외부연구단(국내외 대학 및 연구기관의 설치)으로 구성하여 연구거점의 연구역량을 접목하는 융합형 연구기관으로 육성

##### 핵심 연구시설·장비 구축
- 중이온가속기 및 중장기 로드맵에 따른 핵심 연구시설·장비를 체계적으로 구축

##### 건축 개념
- 연구원간, 연구원과 지역사회간의 원활한 교류를 위한 소통공간을 설계하고 도시조직과 융화할 수 있도록 배치

##### 예산 지원
- 3년 단위 연구비 지원
- 정부출연금 100% 지원

##### 기초과학연구원 네트워크 시스템
- 기초과학연구원(IBS)
  - 과학자문위원회
  - 중이온가속기구축사업단(RISP)
  - 연구본부
  - 외부연구단
  - 캠퍼스(KAIST 연합)
  - 캠퍼스(GIST 연합)
  - 캠퍼스(DGIST-UNIST-POSTECH 연합)

## 사건·사고 및 논란

### 연구단배치 백지화
2011년 7월 13일 충청남도 천안시 중회의실에서 개최된 과학벨트 천안기능지구 지원 및 발전방안 마련 세미나에서 과학벨트 기획단 신병철 사무관은 과학벨트 연구단 배치와 관련해 “당초 발표했던 연구단 배치를 전면 수정해 사실상 백지화 됐다”고 밝혔다. 당초 과학벨트위는 지난 5월 16일 과학벨트 거점지구 선정 당시 기초과학연구원 25개, 대구 경북 지역 10개, 광주 지역 5개, 기타 10개의 연구단을 각각 배치한다고 발표한 바 있다. 이날 주제발표를 한 홍승우 성균관대학교 교수는 또 “아직 연구단 배치를 어떻게 할지에 대해서는 논의중에 있다” 며 “연구단은 정부가 선정하거나 연구단장을 중심으로 공모해 결정될 것”이라고 덧붙였다.

### 분산배치 정치적 고려 의혹
2011년 8월 7일 대구경북과학기술원(DGIST)이 공공기관 평가에서 '미흡' 판정을 받고도 국제과학비즈니스벨트 분산배치 대상으로 선정된 것으로 확인됐다. 교육과학기술부 직할 과학기술 분야 출연연구기관 평가보고서를 보면 대구경북과학기술원은 9개 평가대상 기관 중 한국원자력통제기술원과 함께 최하등급인 미흡 판정을 받았다. 반면 광주과학기술원은 한국과학기술기획평가원과 함께 최상등급인 우수 판정을 받았다. 이 평가는 교육과학기술부가 예산을 출연한 연구기관의 3년간 성과를 전문가로 구성한 평가위원회가 평가한 것으로 2008년 제도를 도입해 2011년 4월 첫 종합평가를 마쳤다. 평가위원회는 대구경북과학기술원이 주변 지역 유관기관과 연계가 낮고 지역주민에게 인지도와 신뢰도 향상 노력이 필요하다고 지적했다. 우수한 기술을 개발했지만 이를 특허로 등록하고 지역기업에 기술을 이전하는 실적이 미흡하다는 것이다.
그러나 한 달 후인 2011년 5월 16일 교육과학기술부는 과학벨트 선정 결과를 발표하면서 대구경북과학기술원을 울산과학기술대학교, 포항공과대학교(포스텍)와 묶어 과학벨트 분산배치지구인 기초과학연구원 캠퍼스로 선정했다. 이들 대학은 대전 대덕의 기초과학연구원의 분원(캠퍼스)이 돼 10개 내외의 연구단과 대형시설, 주거시설을 만들 예산 1조5,000억원을 지원받는다. 광주과학기술원 역시 광기초과학연구원 캠퍼스로 선정, 6,000억원을 지원받았다.

## 추진 현황
2013년 6월 28일 미래창조과학부는 ‘제2차 국제과학비즈니스벨트위원회’를 개최하여 대전광역시 유성구 엑스포과학공원을 거점지구로 포함하는 ‘국제과학비즈니스벨트 거점지구 확대 및 기본계획 일부 변경(안)’을 심의·의결하고, 2013년 7월 3일 미래창조과학부와 대전광역시 등 국제과학비즈니스벨트 관련 기관의 협력사항을 담은 업무협약서(MOU)를 체결하였다. 이에 따라 기초과학연구원의 위치는 대전광역시 유성구 도룡동 엑스포과학공원으로 결정되고, 과학벨트 거점지구는 기존의 신동·둔곡지구에서 도룡동 일원까지 확대되었다. 대전광역시 유성구 신동·둔곡동에 들어설 중이온가속기 부지는 국고로 매입하기로 하였고, 원안대로 전체 면적이 유지되며, 신동·둔곡동에 대기업을 유치하여 R&D 성과를 상용화하기 위한 첨단 산업단지로 조성하기로 하였다.
대전 도심에 위치한 엑스포과학공원에는 국제 사이언스 센터가 건립될 계획이다. 국제 사이언스 센터에는 첨단기업 창업·입주 공간, 과학도서관, 기술거래소, 과학기술 핵심 기관이 들어설 계획이며, 엑스포과학공원은 시민 과학체험 공간과 시민 편익시설로 재창조될 계획이다.

## 같이 보기
- 기초과학연구원(IBS)
- 라온 (중이온가속기)
- 대덕연구개발특구